# 網路圖書館
網路圖書館，即是網路環境下的圖書館，起初是圖書館的各個工作和服務環節電腦化和網路化，發展的最終階段就是網路圖書館。具體地說，網路圖書館是由電子圖書館或數位圖書館組成，可以廣泛開展電子資訊服務和實現資訊資源分享的電腦網路資訊服務系統。網路化圖書館的館藏資源由兩部分組成：一是本館的現實館藏，二是網路上的資訊資源（虛擬館藏）。
概括地說，網路化圖書館的館藏文獻資訊資源呈現以下五個特點：
1. 從載體形式上看，館藏文獻資訊資料的種類更加豐富多樣。
2. 從館藏文獻的構成比例看，數位化的電子文獻在館藏中所占比例逐步增加。
3. 從文獻資料的分佈看，不僅有本地館藏文獻資訊資料，而且有異地資訊資料。
4. 從館藏文獻的利用率來看，電子文獻的利用率呈上升趨勢，而傳統印刷型文獻的利用率相對來說，呈下降趨勢。
5. 從館藏文獻的資訊服務功能看，電子文獻相對於傳統印刷型的服務功能更加豐富多樣，服務效率更高。

1992年以後，數位圖書館這個術語才逐漸流行起來。還有虛擬圖書館(Virtual Library)、無牆圖書館(Nowall Library)等說法，都是數位圖書館的同義詞。